# Résolution 193 du Conseil de sécurité des Nations unies
Membres permanents
- Chine (Taïwan)
- États-Unis
- France
- Royaume-Uni
- URSS

Membres non permanents
- Bolivie
- Brésil
- Côte d'Ivoire
- Maroc
- Norvège
- Tchécoslovaquie

Résolution no 192 Résolution no 194
La Résolution 193  est une résolution du Conseil de sécurité des Nations unies adoptée le 9 août 1964, dans sa 1143e séance, après une grave détérioration de la situation à Chypre, le Conseil a réaffirmé un appel à la Turquie, à cesser de bombarder l'île, et à Chypre, ordonnant à tous ses forces armées de cesser le feu. Le Conseil a demandé à tous de coopérer pleinement avec le Commandant de la Force des Nations unies chargée du maintien de la paix à Chypre (UNFICYP pour United Nations Peacekeeping Force in Cyprus) et de s'abstenir de toute action qui pourrait aggraver ou étendre les hostilités.

## Vote
La résolution a été approuvée par 9 voix contre zéro.

La Tchécoslovaquie et l'URSS s'abstiennent.

## Texte
- Résolution 193 Sur fr.wikisource.org
- Résolution 193 Sur en.wikisource.org